# Montánchez
Montánchez es un municipio español de la provincia de Cáceres. Se sitúa en el extremo sur de la provincia, dando nombre a la sierra de Montánchez en la cual se encuentra. Además, se ubica, aproximadamente, en el centro del cuadrilátero que forman Cáceres, Mérida, Don Benito y Trujillo, relativamente próximo al centro geográfico de Extremadura.
Asentado junto a un castillo, las primeras referencias sobre Montánchez datan de 1095, durante la invasión almorávide. Tras la conquista leonesa, se le dio título de villa con un término que abarcaba 14 municipios actuales, formando la Tierra de Montánchez. La villa estuvo vinculada históricamente a la Orden de Santiago. Todo ello ha contribuido a que en la población haya un importante conjunto monumental.
En la actualidad, Montánchez es conocido por el Castillo de Montánchez, el jamón de Montánchez y por ser reconocido como el mejor cementerio de España.

## Geografía
Integrado en la comarca de Cáceres y en la mancomunidad sierra de Montánchez, se sitúa a 46 kilómetros de la capital cacereña. El término municipal está atravesado por carreteras locales que conectan con Arroyomolinos, Alcuéscar, Albalá y Torre de Santa María. Por un exclave situado al sur pasa la Autovía de la Ruta de la Plata (A-66) y la carretera nacional N-630, entre los pK 595 y 598. 
El relieve del municipio está definido por la sierra de Montánchez, cuyo máximo exponente es el pico Montánchez, que alcanza los 994 metros. En el municipio nacen el río Salor, de la cuenca del Tajo, y el río Aljucén, de la cuenca del Guadiana, por lo que la sierra sirve de divisoria de cuencas. La altitud oscila entre los 994 metros (pico Montánchez) y los 450 metros al noroeste, en el límite con Albalá, cerca del río Ayuela. El pueblo se alza a 713 metros sobre el nivel del mar.

### Límites del término municipal
| Noroeste: Albalá          | Norte: Torremocha  | Noreste: Valdefuentes y Torre de Santa María |
| Oeste: Albalá y Alcuéscar |                    | Este: Valdemorales                           |
| Suroeste: Alcuéscar       | Sur: Arroyomolinos | Sureste: Arroyomolinos                       |

Un exclave situado al sur limita con Alcuéscar, Arroyomolinos y la provincia de Badajoz. 

### Medio natural
La sierra de Montánchez está coronada por el Monte Viejo a 998 metros de altitud. La población se asienta en un collado a dos vertientes (Tajo y Guadiana) y defendida por un Castillo al Poniente, en la cota 713.
La serranía está rodeada de viñas, olivares, zahurdas y zahurdones, lo que nos clarifica sus industrias básicas: buen vino, aceite y principalmente el curado de jamones cuyos resultados son espectaculares: Jamón de Montánchez.
En las proximidades de la población se encuentra la fuente que da lugar al nacimiento del río Salor.

## Historia
La historia montanchega se remonta a orígenes ignotos, hay restos de todas las épocas siendo en la Edad del Bronce cuando se empieza a definir la población dispersa en las majadas que ubicaban cerca de fuentes inagotables. 
Existen restos arqueológicos de ocupaciones temporales desde el calcolítico en los entornos de Montánchez, siendo poco abundantes tanto en el neolítico como en los bronces inicial y medio. Durante el broce final se asentó más población y finalmente  se construyeron asentamientos romanos desde época republicana dejando vestigios epigráficos en lápidas funerarias y aras votivas halladas en su entorno. A mediados del siglo V pasa a poder de los godos hasta que en el año 713 cae en manos musulmanas y se integra en la provincia de Mérida en 747. En el transcurso de los siglos siguientes el dominio de la villa cambia varias veces de los musulmanes a los cristianos. 

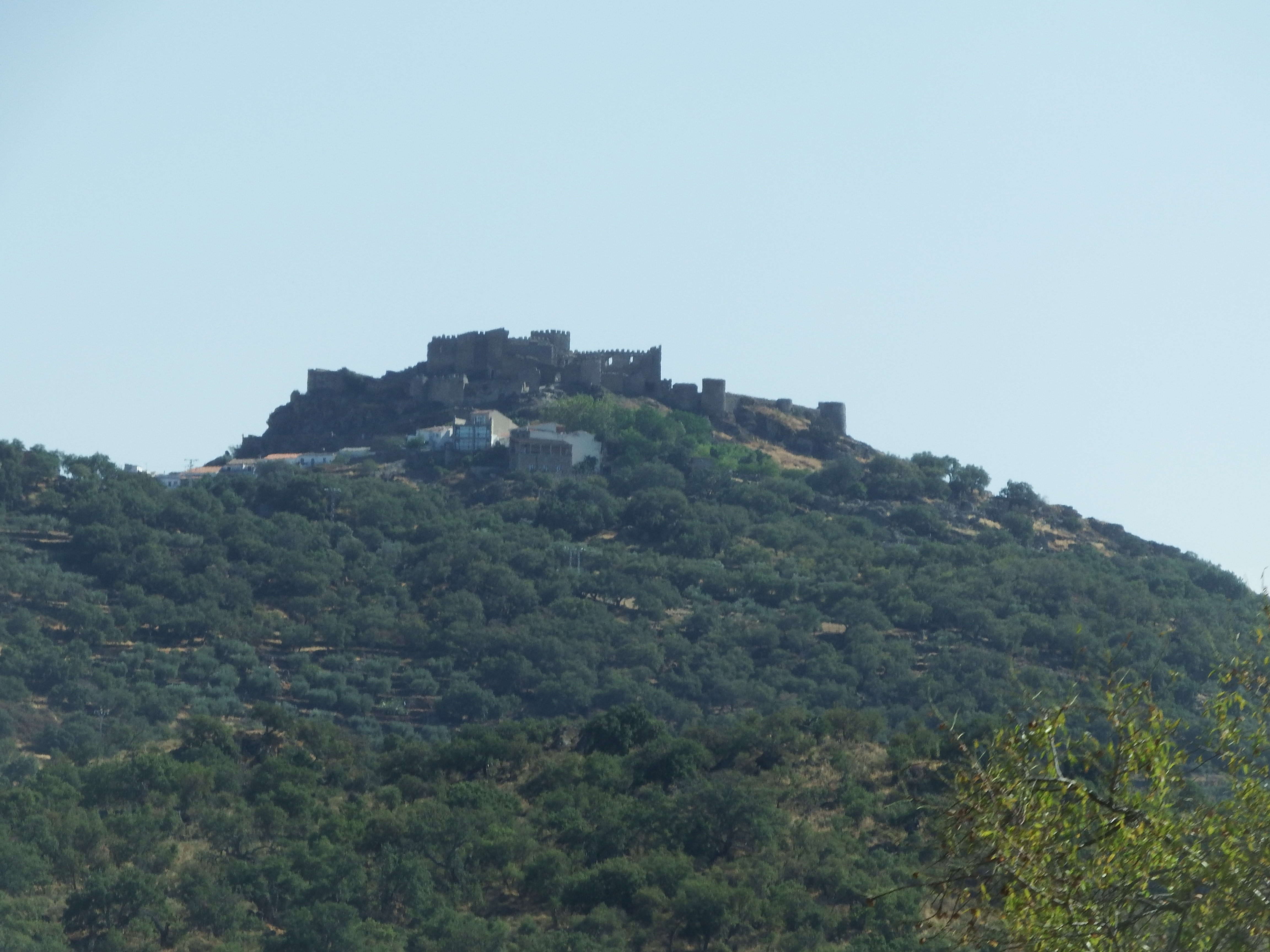
Ubicación del castillo de Montánchez, en lo alto de la montaña sobre la que se asienta la localidad.

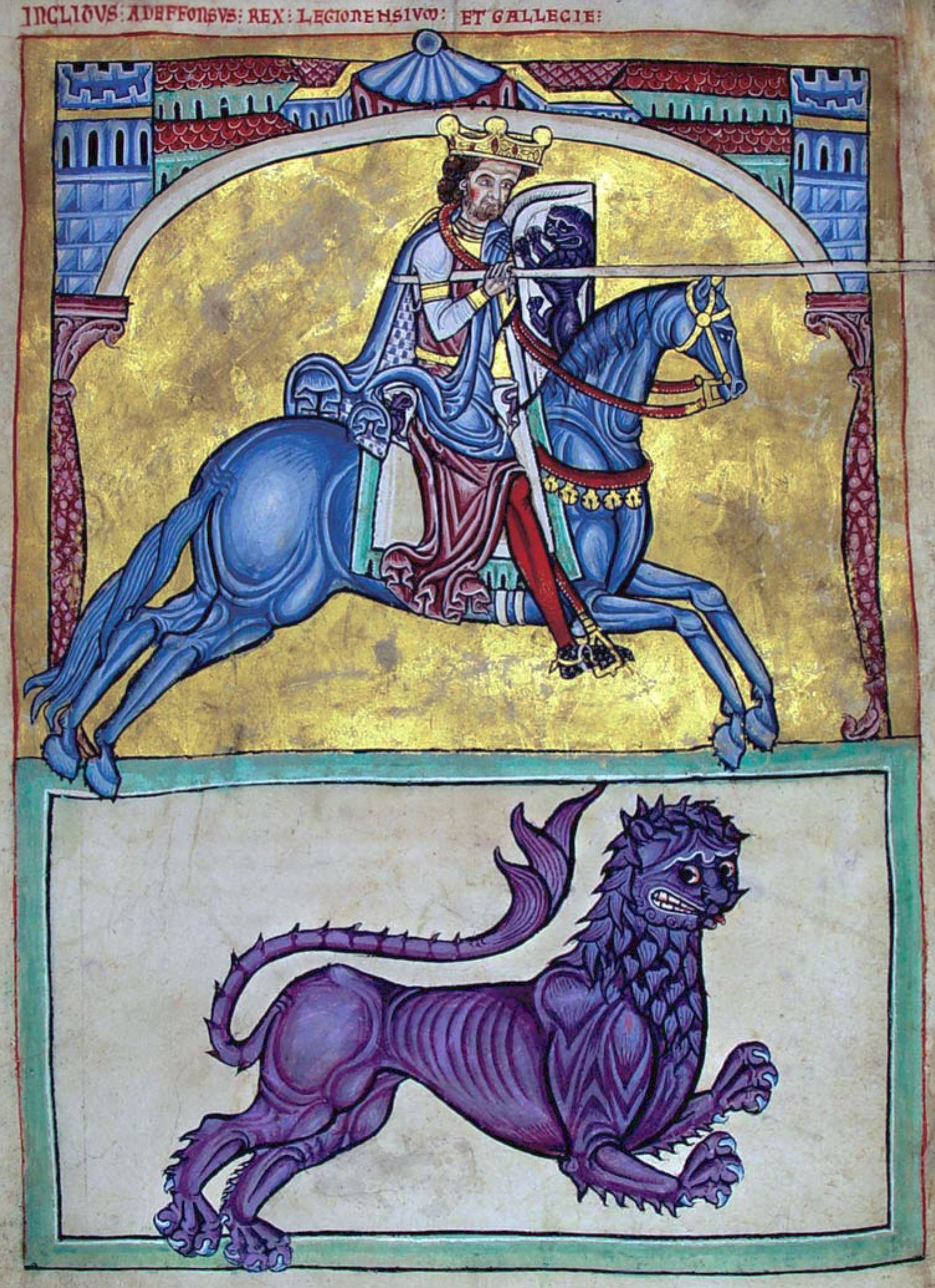
Alfonso IX de León conquistó definitivamente Montánchez en 1230.

Durante el siglo XI los almohades reconstruirían la fortaleza ampliando el primitivo recinto, ya que las dificultades para controlar los caminos les llevó a fortificar aquellos puntos donde ya existían obras más antiguas. La conquista de la plaza por los cristianos conllevó la reforma y modificación total del Castillo.
Las referencias históricas más antiguas se recogen en el año 1095 donde Montánchez aparece como una de las fortalezas musulmanas del Reino Aftásida de Badajoz. En 1166 pasó a manos cristianas, al estar controlada brevemente por el caballero portugués Gerardo Sempavor, que en el año 1167 la perdió a manos del rey Fernando II de León, que integró Montánchez en el Reino de León, formándose un breve señorío hasta que en 1196 lo recuperan de nuevo los árabes al mando de Al Mansur.
Posteriormente, tras la toma de Mérida por los leoneses, y la posterior batalla de Alange, en 1230, donde Alfonso IX, rey de León, venció a Aben-Hud, señor de Andalucía, Badajoz, Montánchez y Mérida; una vez conquistada Mérida se dirige a Badajoz y finalmente a Montánchez, donde no opusieron resistencia los árabes asentados en el castillo debido al aislamiento en el que quedaron. El rey leonés, conquistado Montánchez, despachó en Zamora en 1230 el privilegio de donación concediendo a la Orden de Santiago y al Maestre Pedro González Mengo el Castillo y Villa de Montánchez con todos los términos nuevos y antiguos, derechos y pertenencias, como prados, pastos, montes, fuentes, aguas, entradas y salidas, con el pacto y obligación de hacer allí paz, guerra y treguas en nombre del rey. 
En 1234 Fernando III el Santo, hijo de Alfonso IX de León, confirmaba la donación del Castillo y Villa de Montánchez hecha por su padre. Con el intento de poblar los alrededores de la fortaleza, González Mengo concedió hacia 1236 privilegio de población y fuero a la Villa de Montánchez, donde las dos terceras partes del término se cedieron al Concejo sin poderlo vender a ninguno que no fuera vecino, quedando la otra parte para la Orden de Santiago.
Desde el Castillo de Montánchez se hicieron numerosas conquistas. González Mengo tomó desde Montánchez los castillos de Alange, Hornachos, Reina y Montemolín; y su sucesor, Rodrigo Iñiguez de Montánchez, cuando fue comendador de esta villa, ganó la villa de Medellín en el año 1238.

### Orden de Santiago
La Orden de Santiago  surge como una orden militar encargada de mantener la lineal fronteriza con los reinos musulmanes y posteriormente en los siglos XIII y XIV la Orden alcanza una importante hegemonía como Encomienda Mayor, Conventual y Tesorería; su único gran enclave en la Alta Extremadura lo tuvo en Montánchez. 
La Orden de Santiago fundó también varios conventos de monjas en Salamanca, Toledo, Granada, Valladolid y Montánchez, que fue de los primeros y estaba situado bajando la calzada de Robledo; allí se recogían las mujeres de los Caballeros de Santiago cuando estos iban a la guerra contra los árabes.
En 1429 los infantes de Aragón, fortalecidos en el Castillo de Montánchez, se rebelan contra la Corona. Tras los intentos fallidos de Álvaro de Luna, Condestable de Castilla, por recuperarlo será el propio rey Juan II quien tome posesión de él. 
Hacia 1464, por su situación geográfica privilegiada, vuelve a convertirse en escenario de guerras y revueltas; Alonso de Monroy y Montánchez, clavero de Alcántara que apoyaba las pretensiones de Juana la Beltraneja, subleva el Castillo contra Isabel la Católica. 
Tras un largo cerco de años la Corona logrará recuperarlo en 1479, solamente con la firma de la paz con el Tratado de Alcáçovas. 
Durante los siglos XV y XVI esta fortaleza y muchas más en Extremadura fueron habilitadas como residencia de comendadores y autoridades de la Orden de Santiago, por lo que perdieron su carácter militar y se transformaron en edificios de uso doméstico y residencial. Curiosamente en 1619 el Castillo sirvió de cárcel a Rodrigo Calderón, protegido del duque de Lerma, que fue confinado en Montánchez para alejarlo de la Corte mientras se instruía el proceso que acabó con él en el patíbulo. Como consecuencia de la Guerra de Restauración Portuguesa, en 1653 el Castillo quedó inhabitable y sin alcaide.
El Conquistador Jorge de Alvarado hermano de Pedro de Alvarado fue alcalde de Montánchez.

### Comunidad de Villa y Tierra
Desde el siglo XIII Montánchez conformó una Comunidad de Villa y Tierra compuesta por catorce municipios, regida por sus propios fueros y privilegios: Albalá, Alcuéscar, Arroyomolinos de Montánchez, Almoharín, Benquerencia, Botija, Casas de Don Antonio, Montánchez, Salvatierra de Santiago, Torre de Santa María, Torremocha, Valdefuentes, Valdemorales y Zarza de Montánchez.
A partir del año 1560 las reformas de los Austrias lo convierten en partido Judicial con Gobernadores que se sucederán hasta comienzos del siglo XIX.
Coincidiendo con la caída del Antiguo Régimen la localidad se constituye como municipio constitucional, formando parte en la división de 1833 de la provincia de Cáceres y la región de Extremadura, pasando a ser desde 1834 capital del partido judicial de Montánchez que en el censo de 1842 contaba con 1020 hogares y 5587 vecinos.

## Medios de comunicación
Radio
Desde el municipio emiten las siguientes emisoras de radio:
- RNE 5: 93.0 FM;
- Radio Clásica: 97.7 FM;
- RNE 3: 99.3 FM;
- Canal Extremadura Radio: 102.6 FM;
- RNE 1: 105.3 FM.

Televisión
Montánchez cuenta con sus propios repetidores de televisión, cuya señal es perceptible desde lugares de Extremadura situados a gran distancia. No obstante, el municipio no tiene canales de TDT local propios.

## Conjunto monumental

### Castillo

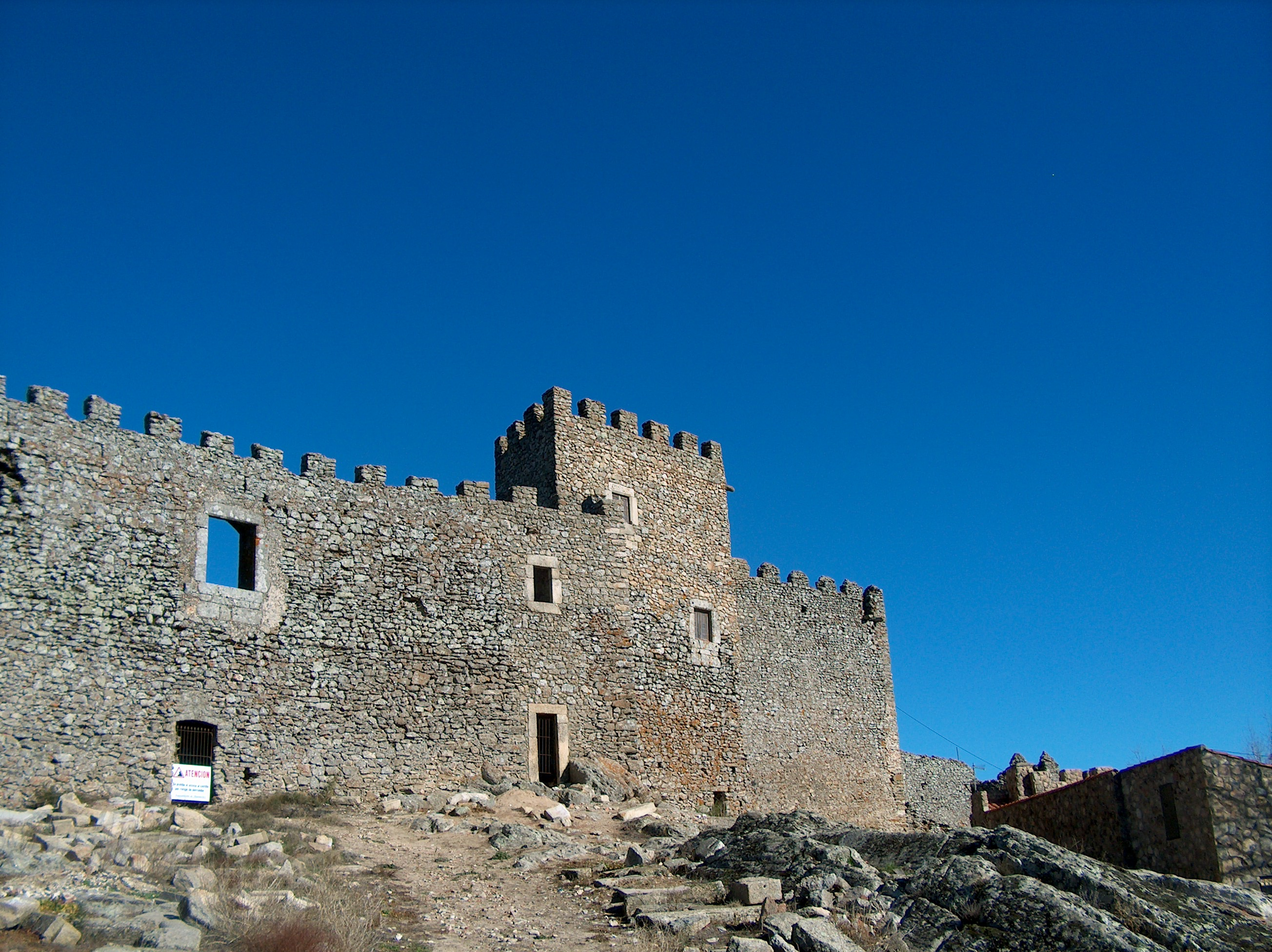
Castillo de Montánchez.

El castillo de Montánchez está emplazado en un lugar de apreciable importancia estratégica, en un elevado cerro. Esta situación, así como sus condiciones particulares de difícil acceso y lo elevado y áspero del promontorio, posibilitaron su protagonismo en la Edad Media.
La alternancia de moros y cristianos en su dominio posibilitó la adición de elementos arquitectónicos de tipología cristiana sobre la primitiva obra musulmana: de esta época persisten sus tres aljibes y parte de su trazado. Más tarde y bajo la administración de la Orden de Santiago, las reparaciones y añadidos fueron cuantiosos; centrándose estos en el recrecido de muros y en el levantamiento de varios recintos y cercas envolventes.
Con todo, el castillo que hoy podemos contemplar se caracteriza por su emplazamiento dominante, lo irregular de su trazado y la superposición de volúmenes y cortinas. La fábrica se construye con mampostería, con ripio y abundante cal en el relleno.
El cuerpo principal del castillo se levanta en la más elevada cota del terreno, lo que junto a la altura de sus muros, posibilita su actual aspecto dominante y esbelto. Cabe destacar, dentro de este cuerpo principal «La Torre del Homenaje», pensada ahora como proyecto para albergar un Museo Histórico Comarcal. De ella se conserva la caja de muros, y en su interior se ubican varias dependencias: una cámara, sala de armas, así como una sala noble, y en la planta inferior, una cámara de almacenar grano.
Este castillo es un fiel exponente de lo que fueron los castillos de la Reconquista en la Edad Media.

### Monumentos religiosos

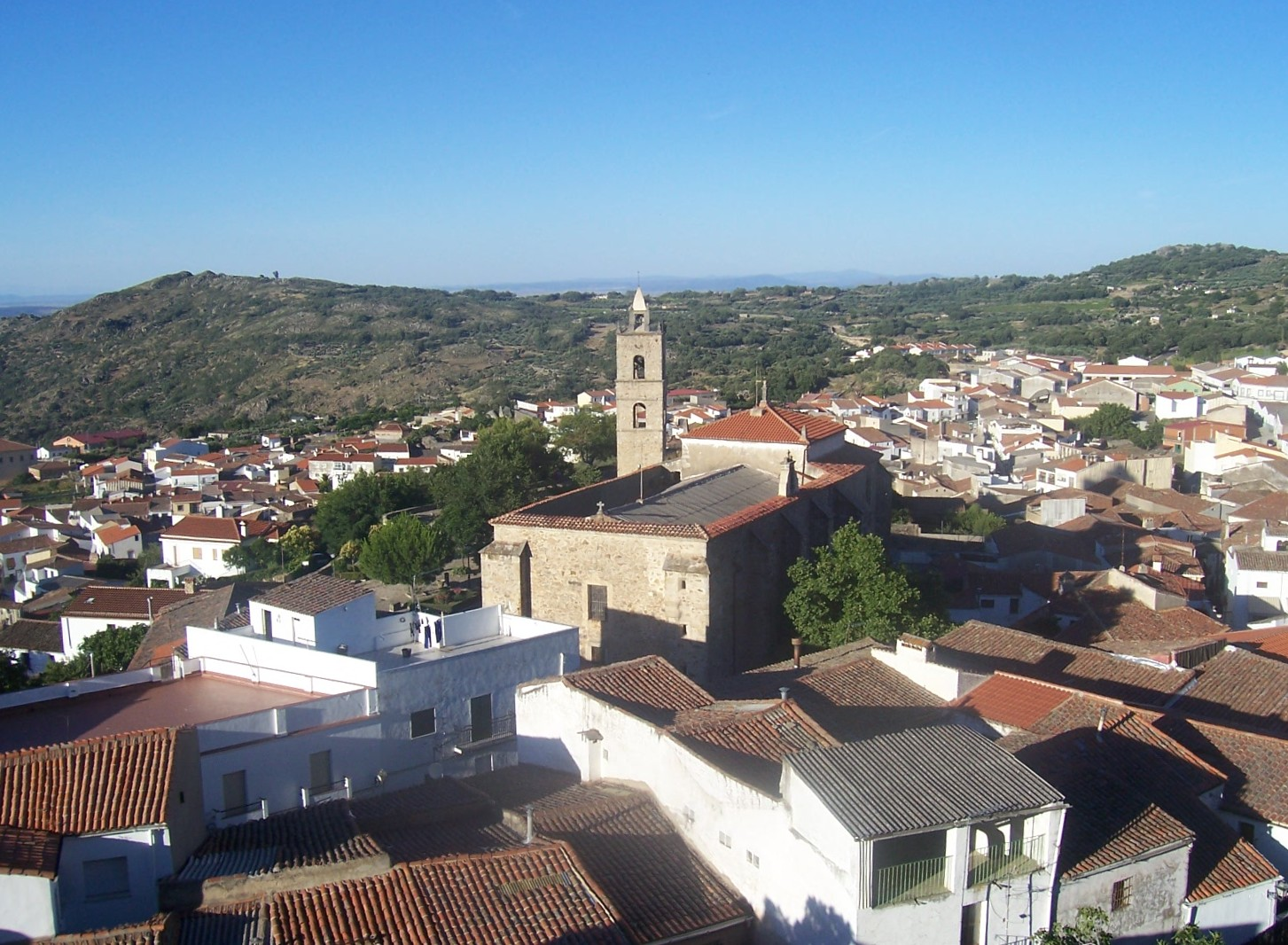
Vista de Montánchez con la iglesia de la villa en el centro.

En Montánchez se encuentran los siguientes monumentos religiosos:
- Iglesia parroquial de San Mateo;
- Ermita de Nuestra Señora de la Consolación;
- Ermita del Pilar;
- Ermita de los Remedios;
- Ermita de San Antonio o de la Virgen de la Soledad;
- Ermita de San Blas;
- Ermita de Santo Domingo;
- Ermita de la Virgen de Fátima
- Cruces del Calvario;
- Cruz del Prado;
- Cruz del Llano;
- Cruz de San Blas o de los Mártires.

## Cultura
En el pueblo se desarrolla una intensa actividad cultural, sobre todo durante los veranos. A lo largo del mes de agosto la Asociación Cultural y el Ayuntamiento organizan toda clase de actividades de carácter cultural. A finales de este mes se celebran los Encuentros: diálogos de culturas.
Por otro lado destaca la Fundación VanderLinde. Inaugurada en septiembre de 2012 y que desde entonces ha organizado un gran número de exposiciones pictóricas en su sede-museo. Además de la colección permanente del pintor  Alwin van der Linde, perteneciente a la corriente del realismo figurativo

### Fiestas locales
Es digno de mención el carácter festivo de sus gentes, pues no transcurren más de tres meses seguidos sin evento alguno en sus calles. En febrero Las Candelas y San Blas, fiesta de arraigada tradición religiosa y gastronómica; los Carnavales con su típico «Jurramacho»; la Cruz de mayo (siempre el día 3) y la Romería del Salor (el segundo domingo de mayo); toros en verano con la fiesta de San Cristóbal y la Virgen de Agosto; las fiestas patronales de la Virgen del Castillo, en los últimos días de agosto y primeros de septiembre; y las Jornadas Gastronómicas del Cerdo Ibérico en torno al puente de la Constitución (6 de diciembre).

### Gastronomía
De la gastronomía montanchega destaca el jamón de Montánchez y otros productos derivados de la matanza del cerdo como las migas con torreznos, la cachuela, la chanfaina y la prueba de cerdo. Otros embutidos destacables son la patatera, el salchichón, el chorizo, el lomo ibérico y el morcón. También destaca la caldereta de cordero.
En cuanto a la gastronomía vegetariana, destacan el vino de pitarra, el escabeche, la sopa de patata, la sopa de tomate, la sopa de poleo, la sopa de espárragos trigueros y el guisote.
Entre los dulces destacan las torrijas, los escaldones, los nuégados y la sopa de almendra.

## Economía

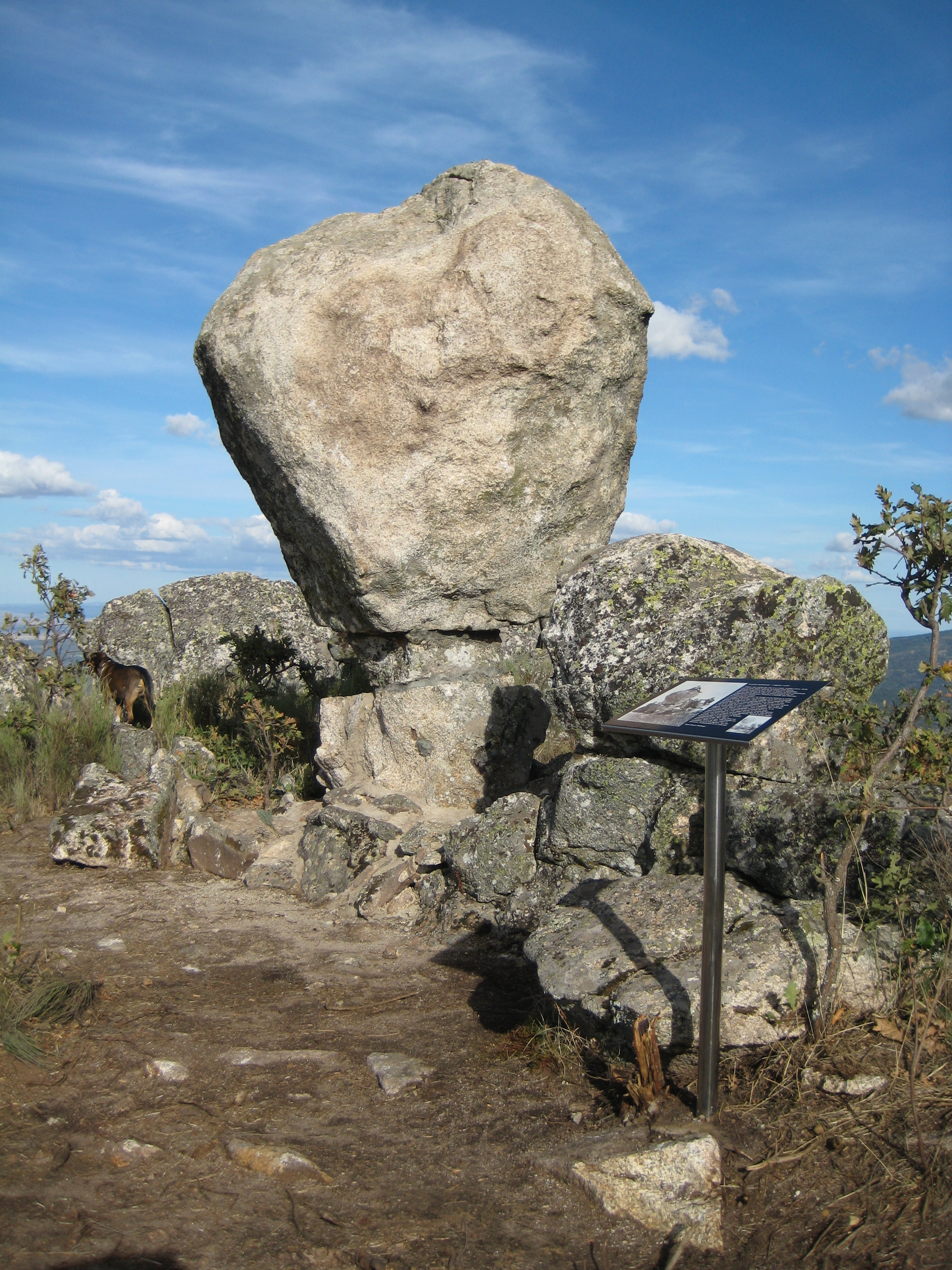
El cancho que se menea.

El trazado urbano de la localidad se ve obligado a salvar las diferencias de altura que impone la irregularidad del terreno; de ahí las considerables pendientes y los frecuentes quiebros de sus calles.
El término municipal de Montánchez carece de continuidad espacial en toda su extensión, pues al sur del de la vecina población de Alcuéscar aparece una franja de terreno perteneciente a aquel municipio; y es precisamente en el límite de esta franja donde se encuentra el Balneario de Fuentes del Trampal, con aguas de importante calidad y poder curativo. 
Tiene una economía fundamentalmente apoyada en el turismo y la agricultura. Sus vinos y jamones ibéricos tienen fama reconocida: Jamón de Montánchez...

## Demografía
Montánchez cuenta con una población de 1608 habitantes (INE 2024).
| Gráfica de evolución demográfica de Montánchez entre 1842 y 2021                                                                                                 |
| |
| Población de derecho según los censos de población del INE Población de hecho según los censos de población del INEEn este censo se denominaba Montanches: 1842. |

| 2487          | 2306 | 2141 | 2046 | 2153 | 2063 | 1979 | 1905 | 1828 | 1809 | 1763 | 1732 | 1654 | 1628 |
| (Fuente: INE) |      |      |      |      |      |      |      |      |      |      |      |      |      |

## Transportes
De la localidad salen las siguientes carreteras:
| Nombre                         | Lugar de entrada               | Lugares a los que va                                                                 |
| ------------------------------ | ------------------------------ | ------------------------------------------------------------------------------------ |
| EX-381                         | Carretera de la circunvalación | Noreste: Torre de Santa María, Salvatierra de Santiago, Ruanes, La Cumbre y Trujillo |
| EX-382                         | Carretera de la circunvalación | Suroeste: Alcuéscar y Autovía de la Plata                                            |
| Carretera de la circunvalación | Oeste del pueblo               | Noroeste: Albalá                                                                     |

## Servicios públicos

### Educación
Montánchez cuenta con su propio IES, el IES Sierra de Montánchez.

### Sanidad
Pertenece a la zona de salud de Alcuéscar dentro del área de salud de la capital provincial. Cuenta con un consultorio de atención primaria ubicado en la calle Palacio. En el municipio hay además una clínica dental y dos farmacias.